# Paul Hurlston
Paul Hurlston (ur. 12 stycznia 1966) – były kajmański lekkoatleta specjalizujący się w rzucie oszczepem, uczestnik Letnich Igrzysk Olimpijskich 1988, medalista CARIFTA Games i Island Games. 
W 1984 roku z wynikiem 54,28 zdobył brązowy medal CARIFTA Games. Rok później w Bridgetown, uzyskawszy wynik 56,42, zdobył srebrny medal tejże imprezy.
W 1988 roku wziął udział w Letnich Igrzyskach Olimpijskich w Seulu. W kwalifikacjach startował w grupie A. W swojej najlepszej próbie osiągnął 62,34 m, jednak wynik ten pozwolił mu na zajęcie 37. miejsca w kwalifikacjach (w swojej grupie zajął ostatnie miejsce); w łącznej klasyfikacji wyprzedził jedynie Abdula Azima Al-Aliwata, reprezentanta Arabii Saudyjskiej. Do dalszej fazy zawodów awansowało jedynie dwunastu najlepszych zawodników, więc Hurlston nie awansował dalej. 
Hurlston jest także dwukrotnym medalistą Island Games. W 1999 roku wygrał konkurs rzutu oszczepem, a dwa lata później zajął trzecie miejsce.
Rekord życiowy w rzucie oszczepem (nowy model) - 64,44 (1989).